# Charny (Yonne)
Charny ist eine Commune déléguée in der französischen Gemeinde Charny Orée de Puisaye  mit 1.497 Einwohnern (Stand: 1. Januar 2022) im Département Yonne in der Region Bourgogne-Franche-Comté.
Von 1996 bis 2014 gehörte Charny zur Communauté de communes de la Région de Charny.
Die Gemeinde Charny wurde am 1. Januar 2016 mit 13 weiteren Gemeinden, namentlich Chambeugle, Malicorne, Chêne-Arnoult, Chevillon, Dicy, Fontenouilles, Grandchamp, Marchais-Beton, Perreux, Prunoy, Saint-Denis-sur-Ouanne, Saint-Martin-sur-Ouanne, Villefranche zur Commune nouvelle Charny Orée de Puisaye zusammengeschlossen. Die Gemeinde Charny gehörte zum Arrondissement Auxerre und zum Kanton Charny.

## Bevölkerungsentwicklung
- 1962: 1280
- 1968: 1364
- 1975: 1626
- 1982: 1620
- 1990: 1634
- 1999: 1729
- 2007: 1683

## Verkehr
Charny besaß früher einen Bahnhof an der heute stillgelegten Bahnstrecke Triguères–Surgy.

## Sehenswürdigkeiten
- Die Halle Louis Philippe, die ehemalige Mairie (Rathaus)

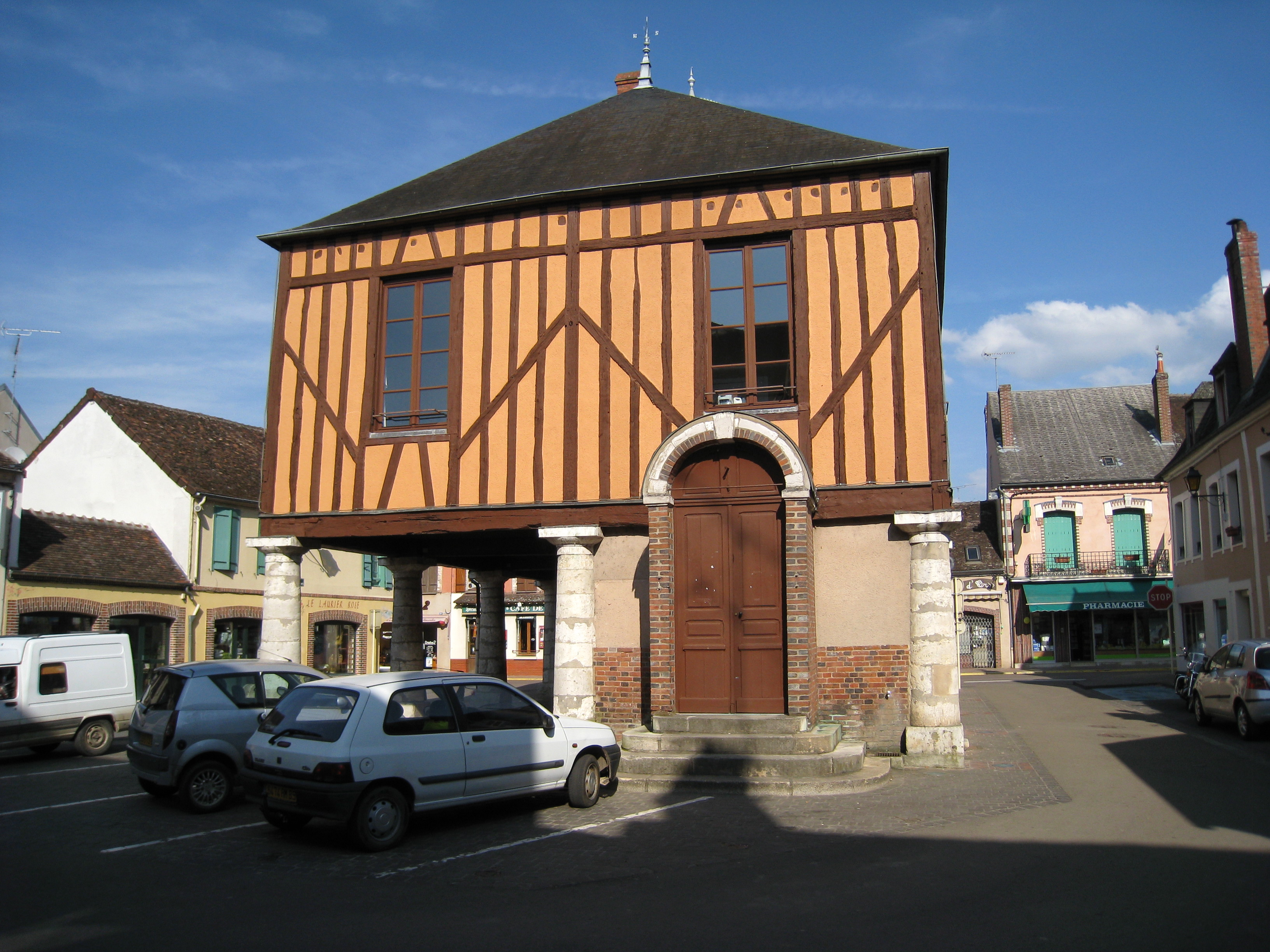
Halle Louis Philippe